# Diode électroluminescente organique

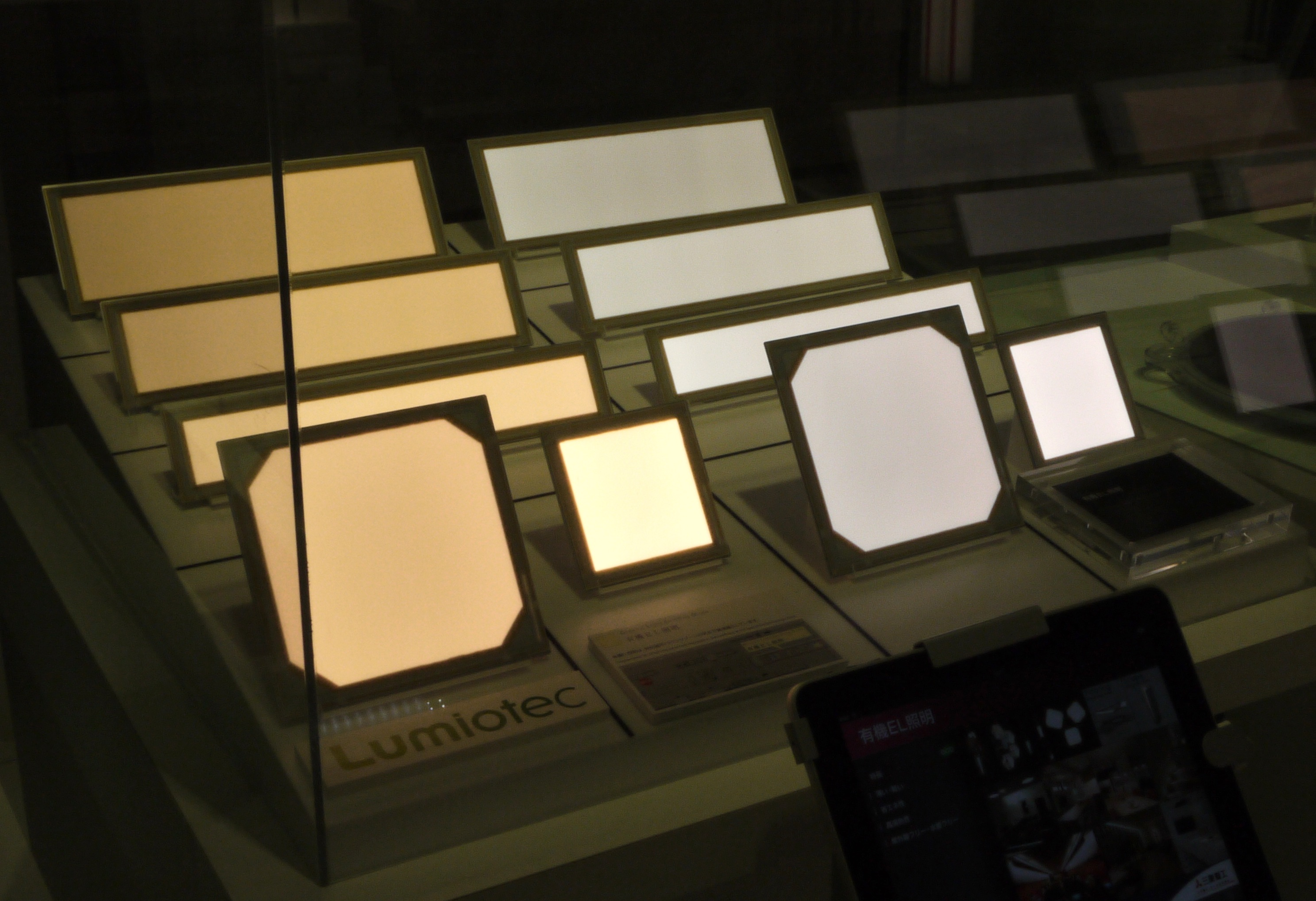
Prototype de panneaux OLED.

Une diode électroluminescente organique ou DELO — usuellement désignée par son acronyme anglais OLED, pour organic light-emitting diode — est un composant électronique qui permet de produire de la lumière. La structure de la diode est relativement simple puisque c'est une superposition de plusieurs couches semi-conductrices organiques entre deux électrodes dont l'une (au moins) est transparente.
La technologie OLED est utilisée pour l'affichage dans le domaine des écrans plats et son utilisation comme panneau d'éclairage est une autre application potentielle. En raison des propriétés des matériaux utilisés pour concevoir ces diodes, la technologie OLED possède des avantages intéressants par rapport à la technologie dominante des afficheurs à cristaux liquides (LCD). En effet, la propriété électroluminescente de l'OLED ne nécessite pas l'introduction d'un rétroéclairage ce qui confère à l'écran des niveaux de gris plus profonds et une épaisseur moindre. La flexibilité de ces matériaux (FOLED pour Flexible organic light-emitting diode (en)) offre aussi la possibilité de réaliser un écran souple et ainsi de l'intégrer sur des supports très variés comme les plastiques.

## Historique
Le premier brevet est déposé en 1987 par la société Kodak et la première application commerciale est apparue vers 1997.
André Paul Bernanose et son équipe ont produit de la lumière à base de matériaux organiques, en soumettant des couches minces de cristal d’acridine orange et de quinacrine à un courant alternatif de tension élevée. En 1960, des chercheurs du laboratoire Dow Chemical ont développé des cellules électroluminescentes dopées à l’anthracène, alimentées par un courant alternatif.
La faible conductivité électrique de ces matériaux limitait la quantité de lumière émise, jusqu’à l’apparition de nouveaux matériaux comme le polyacétylène, le polypyrrole et la polyaniline « noircie ». En 1963, dans une série de publications, l’équipe dirigée par Weiss indique que le polypyrrole oxydé et dopé à l’iode possède une très bonne conductivité : 1 S/cm. Malheureusement, cette découverte a été oubliée, tout comme le rapport de 1974 sur les commutateurs bistables à base de mélanine, qui ont une grande conductivité lorsqu’ils sont sous tension. Ces commutateurs avaient la particularité d’émettre de la lumière lorsqu’ils changeaient d’état.
Dans une publication de 1977, l’équipe de Hideki Shirakawa indique une haute conductivité dans un matériau similaire, le polyacétylène oxydé et dopé à l’iode. Ces recherches vaudront à ces chercheurs le prix Nobel de chimie pour « La découverte et le développement de polymères organiques conducteurs ».
Des travaux plus récents ont été menés depuis, avec de grandes avancées, comme la parution de l’équipe de Burroughs qui, en 1990, rapporte la très grande efficacité des polymères émettant dans la longueur d’onde du vert.

## Fonctionnement

### Principe
La structure de base d'un composant OLED consiste à superposer plusieurs couches de matériaux organiques entre une cathode et une anode, laquelle est souvent transparente formée d'oxyde d'indium-étain (ITO). Les couches minces organiques comportent typiquement une couche de transport de trous (HTL), une couche d'émission (EML) et une couche de transport d'électrons (ETL). En appliquant une tension électrique appropriée, les électrons et les trous sont injectés dans la couche EML à partir de la cathode et de l'anode. Les électrons et les trous se combinent dans la couche EML pour former des excitons puis l'électroluminescence apparaît. Les matériaux de transfert de charges, la couche d'émission et le choix des électrodes sont des paramètres fondamentaux qui déterminent les performances et l'efficacité du composant OLED.

### Détails
Le principe de fonctionnement des OLED est basé sur l’électroluminescence. La source de lumière est due à la recombinaison d’un exciton (paire électron-trou), à l’intérieur de la couche émettrice. Lors de cette recombinaison, un photon est émis. Le but des chercheurs est d’optimiser cette recombinaison. Pour cela, il faut que la couche émettrice possède un nombre de trous égal au nombre d’électrons. Cet équilibre est cependant difficile à atteindre dans un matériau organique. En effet, la mobilité des trous est généralement plus élevée que celle des électrons dans les matériaux organiques semi-conducteurs.
L’exciton a deux états (singulet ou triplet). Seul un exciton sur quatre est de type « singulet ». Les matériaux utilisés dans la couche lumineuse contiennent souvent des fluorophores. Cependant, ces fluorophores n’émettent de la lumière qu’en présence d’un exciton à l’état de singulet, d’où une perte notable de rendement.
Heureusement, en incorporant des métaux de transition dans une OLED à petites molécules, il apparaît un phénomène quantique, le couplage de spin. Ce couplage permet une sorte de fusion entre les états de singulet et de triplet. Ainsi, même à l’état triplet, l’exciton peut être source de lumière. Cependant, ce phénomène implique un décalage du spectre d’émission vers le rouge, rendant ainsi les longueurs d’onde courtes (bleu-violet) plus difficiles à atteindre à partir d’un exciton à l’état de triplet. Mais cette technique quadruple l’efficacité des OLED.
Afin de créer les excitons dans la couche émettrice, il faut injecter les charges positives (trous) et négatives (électron) à travers les deux électrodes :
- La cathode est utilisée pour l'injection des électrons
- L'anode est utilisée pour l'injection des trous.

Les trous (positifs) et les électrons (négatifs), vont être transportés à l'aide de couches dédiées à cet effet. Les deux charges vont ainsi se rencontrer pour former des excitons (ou paire électron-trou).
Les luminophores (éléments de la couches lumineuse) utilisés dans une OLED sont principalement dérivés du PPV « Poly(p-phénylène vinylène) (en) » et du « Polyfluorène ». L’anode reste classique, composée d’oxyde d’indium-étain (ITO), tout comme la cathode, en aluminium ou en calcium. À l’interface entre le matériau luminescent et les électrodes, des matériaux spécifiques sont intercalés, afin d’améliorer l’injection d’électrons ou de trous et donc d’améliorer l’efficacité de la OLED.

## Technologies dérivées

### QD-OLED
QD-OLED est l’acronyme de Quantum Dots Organic Light-Emitting Diode. Cette technologie est en cours de développement par Samsung. Elle vise à combiner les avantages de l'OLED classique avec ceux des points quantiques (Quantum Dot en anglais). Les diodes OLED génèrent une lumière bleue qui est ensuite filtrée par des points quantiques pour obtenir des couleurs rouge, verte et bleu pures.

### Petites molécules
La technique OLED à petites molécules a été développée par Eastman-Kodak. La production utilise un système de dépôt sous vide, ce qui rend le procédé plus cher que d’autres techniques de fabrication. De plus, comme ce procédé utilise un substrat en verre, il rend l’écran rigide (bien que cette limitation ne soit pas due aux petites molécules). Le terme « OLED » se réfère par défaut à ce type de technique (parfois sous le terme de SM-OLED, pour Small Molecules).
Les molécules principalement utilisées pour les OLED incluent des chélates organométalliques (exemple : Alq3, utilisé dans le premier dispositif électroluminescent organique) et des dendrimères conjugués.
Il existe maintenant une couche électroluminescente hybride qui emploie des polymères non conducteurs, enduits de molécules électroluminescentes conductrices (petites molécules). Ce polymère est utilisé pour ses avantages mécaniques (résistance) et pour faciliter la production, sans se soucier de ses propriétés optiques. La longévité de la cellule reste inchangée.

### PLED
Les diodes électroluminescentes à polymère (DELP ou son anglicisme PLED pour Polymer Light-Emitting Diodes, également connues sous le nom de PEL pour Polymères Électroluminescents ou, en anglais, LEP pour Light-Emitting Polymer) dérivent des écrans OLED mais ces derniers utilisent des polymères pris entre deux feuilles souples pour émettre de la lumière. Ces polymères peuvent être liquides, ce qui favoriserait une industrialisation rapide. En outre, le taux de rafraîchissement de ces écrans serait bien plus élevé que ceux des écrans LCD classiques.
Les écrans PLED sont issus de recherches portant sur des polymères capables d’émettre de la lumière, initialement par le département « technique d’affichage » de l’université Cavendish Laboratory of Cambridge en 1989.
Le principe de fabrication est le dépôt en couche mince, et permet de créer des écrans couleur recouvrant tout le spectre visible, tout en consommant peu d’électricité. Leur fabrication n’utilise pas le dépôt sous vide, et les molécules actives peuvent être déposées sur le substrat par un procédé similaire aux imprimantes à jet d’encre. De plus, le substrat peut être flexible (comme dans les PET), rendant la production moins coûteuse.

### PHOLED
PHOLED est l’acronyme de Phosphorescent Organic Light-Emitting Diode. Cette technique est brevetée par l’entreprise américaine Universal Display Corporation. Peu d’informations sont actuellement accessibles (fonctionnement, caractéristiques) du fait de la jeunesse de cette technique. Cependant, on peut citer comme atout un meilleur rendement que les OLED classiques, et comme défaut une durée de vie limitée dans les bleus (comme souvent en technique LED).

## Utilisation
Les OLED sont actuellement de plus en plus utilisées sur des produits à durée de vie moyenne (téléphones mobiles, appareils photo numériques, baladeurs mp3, et même un clavier d’ordinateur, etc.). L’utilisation pour des produits de plus grande taille et à durée de vie plus longue (moniteurs d’ordinateurs et téléviseurs notamment) met un peu plus de temps (cependant, la marque LG commercialise depuis 2013 des téléviseurs OLED, ainsi que Samsung, mais la firme coréenne avait temporairement retiré cette technique de ses ventes à la suite de problèmes de fidélité des couleurs dans le temps). Ils sont aussi en développement pour l’utilisation d’éclairages avec une performance similaire aux fluocompactes CFL, et un IRC similaire à l’incandescent.

### Avantages
La technique OLED possède de nombreux avantages par rapport aux LCD :
- Meilleur rendu des couleurs (100 % du diagramme NTSC)
- Noir extrêmement profond
- Consommation d'énergie inférieure par rapport à la technologie LCD
- Contraste quasi infini
- Lumière plus diffuse (moins directive) : angle de confort de vision plus étendu
- Minceur et souplesse du support
- Processus de fabrication plus abordable
- Temps de réponse < 0,1 ms

Le processus de fabrication des écrans OLED est radicalement différent de celui des écrans LCD. Le fait d’utiliser des techniques proches des imprimantes à jet d’encre permet d’envisager un coût de production très avantageux. 
De plus, les écrans OLED émettent directement la lumière, ce qui induit d’une part une diffusion proche de 90° par rapport au plan de l’écran et d’autre part une meilleure restitution des couleurs.
Enfin, le noir des OLED est « vrai », c'est-à-dire qu'aucune lumière n'est émise, contrairement aux LCD utilisant un rétro-éclairage qui a tendance à filtrer à travers la dalle dans les noirs. Les LCD perdent également la moitié de leur puissance lumineuse à cause de la polarisation de la lumière plus encore 2⁄3 de leur puissance au passage des filtres de couleur : finalement, on perd 8⁄9 de la puissance lumineuse. En comparaison, la technique OLED est beaucoup plus économe.

### Inconvénients
Le principal défaut des OLED est leur durée de vie (environ 14 000 heures), notamment pour les OLED bleues. On estime qu’il faudrait une durée de vie d’environ 50 000 heures pour qu’une dalle OLED puisse jouer le rôle de téléviseur. Cette faible durée de vie comparée aux écrans LCD et aux écrans plasma freine le développement commercial de cette technologie. Cependant, de nouvelles techniques émergent, comme les PHOLED, qui utilisent un matériau phosphorescent. Les écarts d’énergie ainsi créées permettent d’atteindre une durée de vie proche de 20 000 heures pour les PHOLED bleues.
Toshiba et Displaylink auraient toutefois réussi à pallier ce problème en utilisant une technique fondée sur une membrane de métal afin d’optimiser la diffusion de la luminosité. Grâce à cette technique, les deux firmes affirment avoir réussi à concevoir un prototype OLED de 20,8 pouces d’une durée de vie supérieure à celle des écrans classiques LCD, soit plus de 50 000 heures.
Il reste désormais à résoudre les problèmes de conception et de production de larges dalles OLED ; en effet, les téléviseurs OLED pourraient remplacer les écrans LCD et plasma.
De plus, les matériaux organiques des OLED sont sensibles à l’humidité, d’où l’importance des conditions de fabrication et de leur confinement dans l’écran (notamment pour les écrans flexibles).
Enfin, les OLED sont une technique propriétaire, détenue par plusieurs sociétés dont Eastman Kodak, ce qui pourrait constituer un frein au développement de la technique jusqu'à ce que les brevets entrent dans le domaine public.

### Applications
Voici quelques applications possibles des OLED (actuellement et à moyen terme) :
- Petits écrans souples divers (portables, appareils photos, baladeurs, porte photo…), la console portable PlayStation Vita de Sony.
- Écrans plats de plus grande dimension (home-cinema)
- Affichage tête haute (head up display ou HUD) à destination des avions ou des automobiles,
- Éclairage d’ambiance. En 2009, Philips a vendu en premier, des pixels OLED de grande surface[7] (60 cm2)[réf. nécessaire] dont la forme, la taille et la couleur peuvent être choisies (300 lumens pour 144 cm2)[8]
- Gadgets en tout genre (vêtements lumineux, stylos lumineux, ruban dépliable, etc.)

### Démonstrations
Au 40e Consumer Electronics Show (CES), en janvier 2007, Sony présente un écran OLED de 27 pouces (68 cm), doté d’un contraste de 1 000 000:1.
Sony commercialise depuis décembre 2007 le XEL-1, un écran OLED de 11 pouces, pour une définition de 960×540, à un prix de 3 610,05 EUR.
— Début 2010, Sony a déclaré avoir abandonné cette technologie et continue par contre à développer davantage le LCD-LED (téléviseur à cristaux liquides rétro-éclairé aux lampes LED ou DEL).
Au CeBIT de Hanovre, en mars 2008, Samsung présente un écran OLED de 31 pouces (78 cm) ayant pour caractéristiques : 
- Durée de vie : 70 000 heures, soit environ 10 ans, à raison de 20 heures d'utilisation par jour.
- Contraste > 1 000 000:1.
- Temps de réponse < 0,1 ms — cette technique serait effectivement à même de concurrencer la réactivité du tube.
- Le téléviseur utilise une dalle Full HD, 1 920 × 1 080 pixels et dispose de trois entrées HDMI.

Au 45e CES, en janvier 2012 à Las Vegas, la société LG présente sa nouvelle TV OLED 55 pouces, avec ratio de contraste annoncé à 100 000:1 et la technologie de diodes WOLED (White OLED) censée offrir de meilleurs angles de vue et une consommation électrique moindre, à 4 couleurs par pixel (RVBB : rouge, vert, bleu et blanc) et avec un « affineur de couleurs ».
Samsung commercialise un téléviseur similaire (OLED, écran incurvé de 55 ou 65 pouces) mais qui n'utilise pas la technologie WOLED.